# Robert Brewis
Robert Brewis là một cầu thủ bóng đá người Anh thi đấu ở vị trí tiền đạo trung tâm. Ông sinh ra ở Newcastle-upon-Tyne và thi đấu ở Football League với Lincoln City và Burnley, ghi 11 bàn trong 24 trận.